# Khulna
Khulna er en by i det sydlige Bangladesh, der med et indbyggertal på cirka 928.891 (2022) indbyggere er landets tredjestørste by. Byen er desuden hovedby i et distrikt af samme navn.
Området er en del af det lavtliggende Ganges-delta, og har derfor ofte været ramt af oversvømmelser.